# Villa Huidobro
Villa Huidobro är en kommunhuvudort i Argentina.   Den ligger i provinsen Córdoba, i den centrala delen av landet, 600 km väster om huvudstaden Buenos Aires. Villa Huidobro ligger 219 meter över havet och antalet invånare är 5 155.
Terrängen runt Villa Huidobro är platt, och sluttar österut. Närmaste större samhälle är Huinca Renancó, 19,2 km öster om Villa Huidobro.
Trakten runt Villa Huidobro består till största delen av jordbruksmark. Runt Villa Huidobro är det mycket glesbefolkat, med 2 invånare per kvadratkilometer.